# Opičí neštovice
Opičí neštovice (mpox) jsou infekční onemocnění způsobené virem opičích neštovic (monkeypox virus, MPXV) které se objevuje u některých druhů zvířat i u lidí. Prvotní projevy onemocnění zahrnují horečku, bolest hlavy, svalů, zduření mízních uzlin a pocit únavy. To je následováno vyrážkou ve formě puchýřků a poté stroupků. Časová prodleva mezi nákazou a prvními symptomy je přibližně 10 dní a symptomy přetrvávají 2–4 týdny.
Onemocnění lze předcházet vakcínou proti pravým neštovicím, kde je v Africe prokázána účinnost nejméně z 85 %. Toto očkování mají v ČR (i ve zbytku světa) pouze lidé narození před rokem 1980, protože tehdy se po eradikaci pravých neštovic přestalo plošně očkovat. V roce 2022 jsou tak ohroženi všichni bez očkování proti pravým neštovicím. K obnovení plošného očkování zatím nejsou dostatečné důvody. K léčbě jsou využívána různá antivirotika, nejčastěji Tecovirimat.

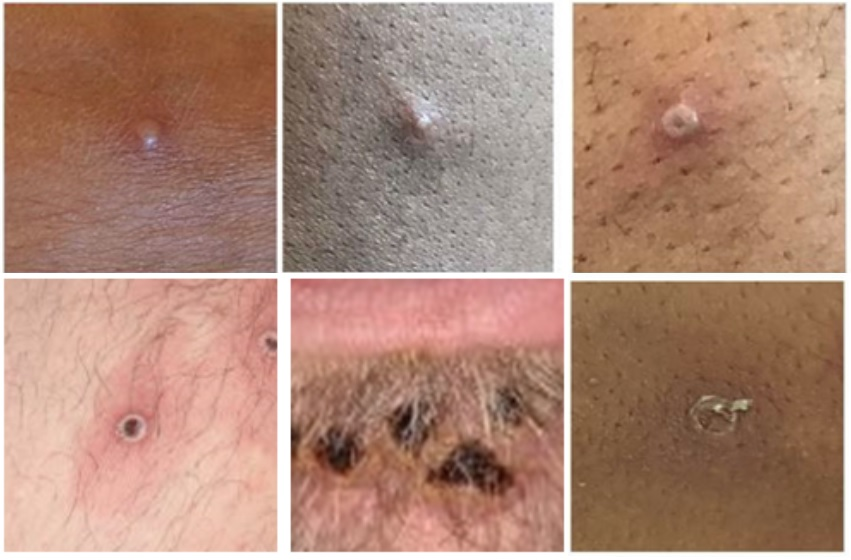
Vývoj puchýře způsobeného opičí neštovicí

## Průběh a šíření nemoci
Opičí neštovice mají u lidí obvykle mírný průběh a i u neléčených pacientů končí jen výjimečně smrtí. Jejich virus se sice šíří mezi lidmi i vzdušnou cestou, ale nejedná se o respirační onemocnění a před nemocí se dá uchránit dodržováním základních hygienických pravidel. Šíření viru je částečně vázané na určité skupiny obyvatel – například komunitu gayů – u nichž je riziko nákazy vyšší, ale nevyhýbá se ani jiným.

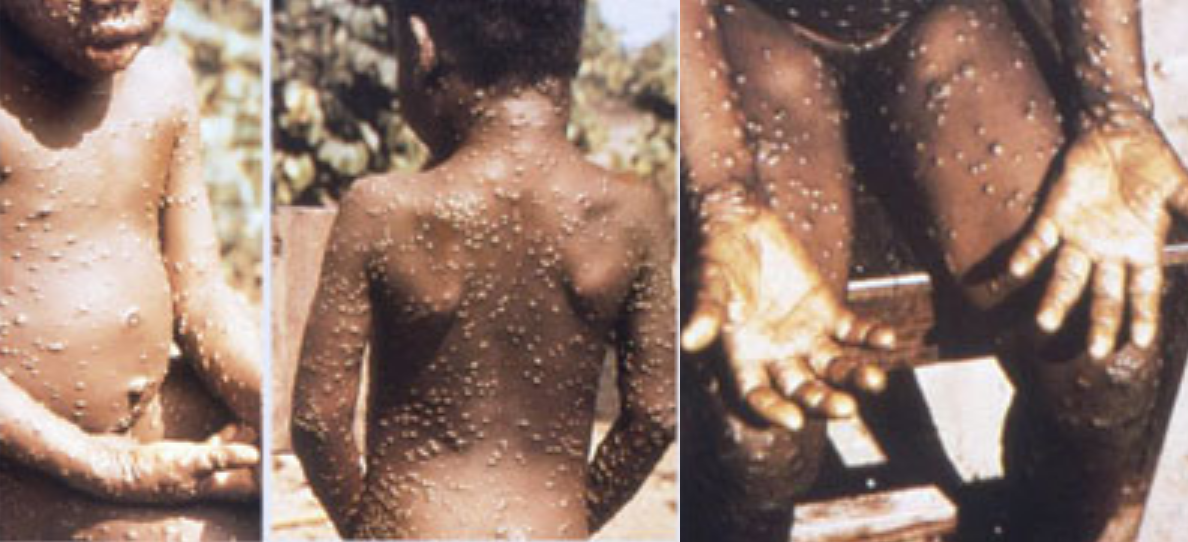
Projevy opičích neštovic

### Původce
Virus opičích neštovic patří do skupiny ortopoxvirů. Je blízce příbuzný s virem pravých neštovic a kravských neštovic. Proto před nákazou chrání pouze očkování proti pravým neštovicím, které však bylo plošně ukončeno po jejich eradikaci v roce 1980. Naopak prodělané plané neštovice (případně očkování proti planým neštovicím) před onemocněním nechrání (mají společný pouze název, projev – puchýřky – a virový původ).

## Historie šíření
Název opičí neštovice pochází z prvního prokázání viru u opic dovezených do Dánska v roce 1958. Později se zjistilo, že opice nejsou přenašeči a jsou k viru pouze vnímavé, přičemž virus se šíří z drobných savců (veverky, hlodavci, krysy a podobně). První případ přenosu na lidi byl v roce 1970 v Kongu. Drtivá většina případů v 20. i 21. století tak připadá na Kongo.

### Nové šíření
První propuknutí nákazy v USA bylo v roce 2003 z obchodu s drobnými zvířaty od hlodavců dovezených z Ghany. Větší počet nakažených dětí byl zaznamenán v USA v roce 2003, přičemž asi 20 % mělo závažné komplikace, ale žádné nezemřelo (rezervoárem byli psouni).

### V roce 2022

Nové případy ve světě za den (týdenní klouzavý průměr).

V roce 2022 došlo ke komunitnímu přenosu nákazy mimo Afriku, který začal v květnu 2022 v Británii a následně byl potvrzen v Evropě, Severní Americe, Austrálii a Izraeli. Vzorky odebrané některým pacientům vykazovaly až 50 mutací (což je neočekávaně vysoký počet) proti podobné variantě viru, která se v roce 2018 dostala ze západní Afriky do Británie, Izraele a Singapuru. Šíření mimo Afriku ve větší míře zřejmě souvisí se styky bisexuálních a homosexuálních mužů. Virus je přímým potomkem virů z roku 2017 z Nigérie.
První zaznamenaný případ opičích neštovic v Česku byl prokázán 24. května 2022 u pacienta pražské Ústřední vojenské nemocnice, pacient se nakazil při svém pobytu v Belgii na hudebním festivalu v Antverpách, což je i pravděpodobné ohnisko nákazy. Druhý potvrzený případ byl zaznamenán další den, nakažený byl v kontaktu s prvním zaznamenaným pacientem v Česku s touto chorobou. V kontaktu s nakaženým byl také jeden z dalších tří nově potvrzených případů tohoto onemocnění, stejně jako předtím šlo i tentokrát o variantu patřící do západoafrické skupiny.
K 31. květnu 2022 bylo celosvětově potvrzeno 557 případů, 5 z nich v České republice. K 1. červenci 2022 bylo na světě zaznamenáno již asi 4 500 případů nákazy, z nichž 90 % připadalo na Evropu. Celkem se nákaza prokázala v 31 zemích, především evropských. K 8. červenci 2022 bylo v Česku zaznamenáno 11 nakažených, většinou v Praze. Dne 23. července 2022 vydala WHO kvůli šíření opičích neštovic nejvyšší stupeň varování. Počet potvrzených případů nákazy vzrostl na více než 16 tisíc v 75 zemích. Největším ohniskem nákazy byla Evropa. O několik dní později ohlásily první úmrtí v důsledku nákazy Španělsko a Brazílie. K nejdramatičtějšímu nárůstu nakažených docházelo mezi červencem a zářím 2022. Na podzim téhož roku se situace ohledně šíření uklidnila a došlo k výraznému snížení nových nákaz. K 21. listopadu 2022 bylo celosvětově zaznamenáno celkem 79 tisíc případů nákazy, z nichž 70 (tedy 0,1 %) připadalo na Českou republiku. Nejpostiženějšími zeměmi byly USA, Brazílie a země západní Evropy. Počet úmrtí v důsledku nemoci dosáhl přibližně 50.

### 2023 - 2024
Přestože na začátku roku 2023 byla epidemie v řadě zemí potlačena, v Africe šíření viru pokračovalo. Například v Demokratické republice Kongo zemřelo v důsledku nákazy v období od ledna 2023 do března 2024 asi tisíc osob, převážně dětí. Objevila se nová mutace, která se přenáší i blízkým kontaktem s nakaženou osobou.
14. srpna 2024 vyhlásila Světová zdravotnická organizace (WHO) nejvyšší stupeň varování kvůli nové variantě virového onemocnění mpox v Africe, kde stoupl počet případů oproti roku 2023 o 160 procent.

#### Mutace viru
Varianta DNA viru opičích neštovic šířící se v roce 2022 má 40 až 50 mutací (podle toho, jak se určité změny počítají), kterými se odlišuje od svých nejbližších příbuzných variant z většího rozšíření viru v roce 2018. To je velmi mnoho změn na DNA virus, který mutuje pomaleji, než RNA viry (například SARS-CoV-2 způsobující onemocnění covid-19). Při běžném tempu by měl nasbírat takový počet změn za asi 50 let (a nikoliv za pouhé 4 roky). Podle hypotézy z června 2022, která je založena na tom, že většina změn v genetickém kódu viru jsou prostá prohození písmen G s A a C s T, by tyto mutace mohly být viditelné následky „zranění“ z předchozího boje s imunitním systémem nějakého hostitele. Jeden ze způsobů činnosti imunitního systému je totiž narušení replikace patogenu v těle hostitele pomocí speciálních enzymů, které mají za cíl způsobit změny v genetickém kódu patogenu, které způsobí jeho neschopnost dál se šířit.
Vliv zjištěných mutací na schopnosti viru je teprve předmětem dalšího výzkumu.

## Přenos nákazy

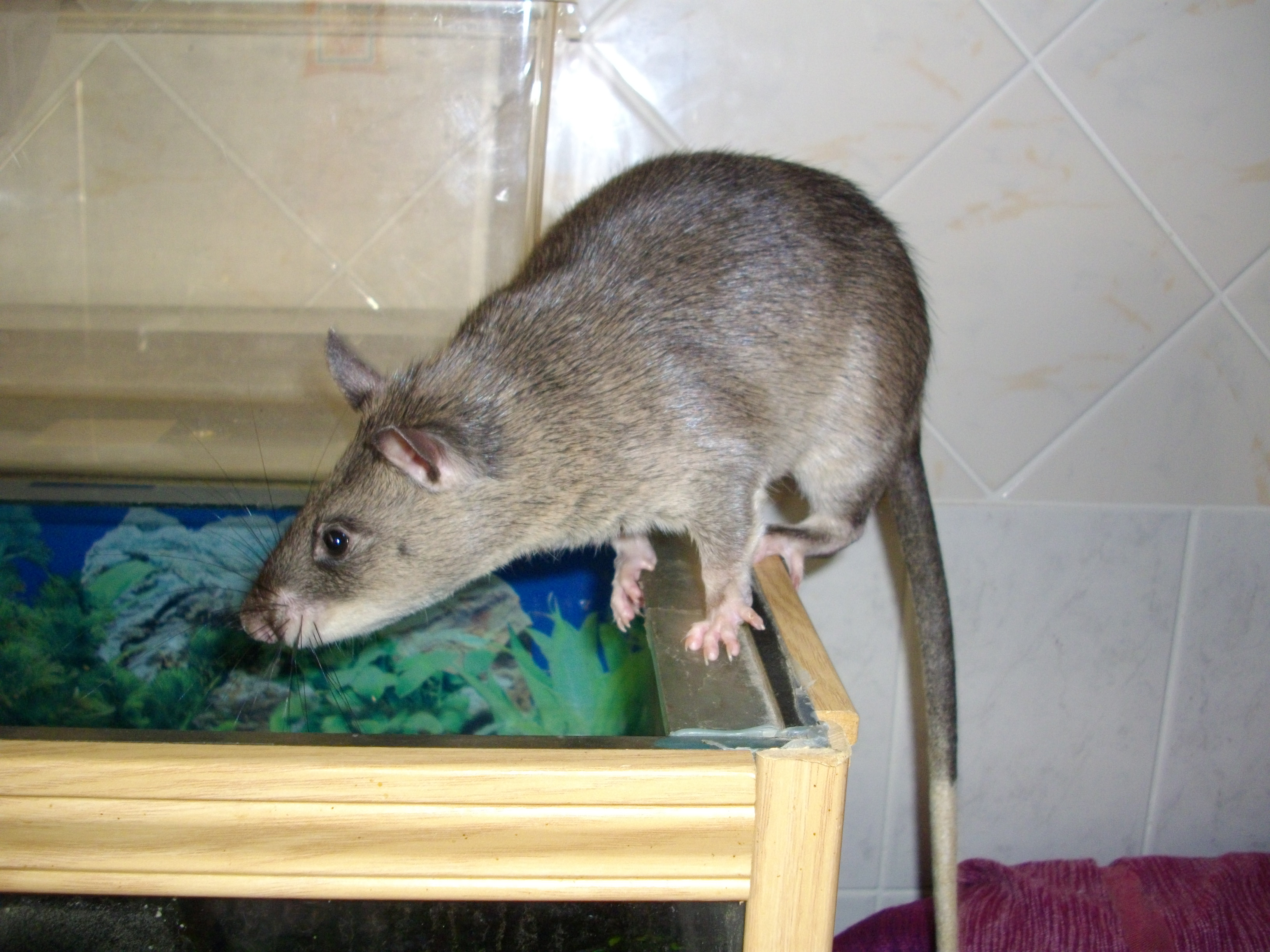
Za přenašeče tohoto onemocnění jsou považováni také hlodavci včetně krysy obrovské

Opičí neštovice se přenáší manipulací s masem volně žijících zvířat, zvířecím kousnutím nebo škrábnutím, kontaktem s tělesnými tekutinami nebo blízkým kontaktem s nakaženou osobou. Běžně je virus rozšířen spíše mezi africkými hlodavci. Diagnóza onemocnění se provádí testem na přítomnost DNA viru v lézi. Podle původních poznatků se virus na lidi přenáší ze zvířat, ale při přenosu mezi lidmi navzájem se po druhém, maximálně třetím přenosu, šíření zastaví.
V souvislosti s náhlým šířením v roce 2022 je zjišťována možná mutace viru umožňující komunitní šíření. Pro přenos mezi lidmi je nutný užší kontakt s nakaženým, kontakt se slizničními (polibek) nebo kožními lézemi (vřídek nebo puchýřek) obsahujícími virus nebo delší osobní kontakt při respiračním přenosu. Přenos při pohlavním styku není prokázaný. Nakažený je infekční po dobu výskytu puchýřků (lézí), což je v řádu jednotek týdnů. Osoby, které byly v úzkém kontaktu s nakaženou osobou, zůstávají v karanténě 21 dní od posledního kontaktu.
Kvůli vážné epidemické situace v konžské provincii Jižní Kivu byla v roce 2024 organizací Gorilla Doctors požádána Zoo Praha o pomoc s ochranou místní populace kriticky ohrožené gorily východní v Národním parku Kahuzi-Biega.